# كلايف ويلسون
كلايف ويلسون (بالإنجليزية: Clive Wilson)‏ (13 نوفمبر 1961 بمانشستر في المملكة المتحدة - ) هو لاعب كرة قدم بريطاني في مركز الدفاع. لعب مع تشيلسي وتوتنهام هوتسبير وكامبريدج يونايتد وكوينز بارك رينجرز ومانشستر سيتي ونادي تشستر سيتي.

## وصلات خارجية
- كلايف ويلسون على موقع قاعدة بيانات كرة القدم.إي يو (الإنجليزية)
- كلايف ويلسون على موقع Soccerbase.com (لاعب) (الإنجليزية)
- كلايف ويلسون على موقع عالم كرة القدم.نت (الإنجليزية)